# (11545) Hashimoto
(11545) Hashimoto ist ein Asteroid des Hauptgürtels. Er wurde am 26. Oktober 1992 durch Kin Endate und K. Watanabe am Kitami-Observatorium (IAU-Code 400) in der Unterpräfektur Okhotsk entdeckt.
Seit dem 6. Januar 2003 trägt er den Namen von Kunihiko Hashimoto (* 1951), einem japanischen Amateurastronomen und langjährigem Mitglied der Fukuoka Astronomical Society.